# Vysoký Ostrý
Vysoký Ostrý (německy Große Wostrey) je dominantní vrch nad východní částí města Ústí nad Labem. Ční nad zákrutou řeky Labe nad městskými částmi Střekov (resp. Nová Ves) a Brná nad Labem do nadmořské výšky 587 metrů. Na jeho vrcholu se nalézá upravená plošina se schodištěm a rozhledovou mapou označující vrcholy, která slouží jako vyhlídkový bod s výhledem na Portu Bohemicu, České středohoří a Krušné hory.

## Historie
První turisté vrch navštěvovali již od konce 18. století. V osmdesátých letech 19. století vznikla na vrcholu malá dřevěná rozhledna, která se po roce 1945 rozpadla. V roce 1986 Český svaz ochránců přírody prosadil vyhlášení přírodní rezervace Sluneční stráň nedaleko Ostrého, současně vznikla naučná stezka Pod Vysokým Ostrým a na vrcholku byla vybudována vyhlídková plošina poskytující výhled do údolí řeky Labe.
V roce 2012 zničili plošinu vandalové, a to včetně bronzové desky s výhledovými panoramaty s názvy a nadmořskými výškami jednotlivých viditelných vrcholů. Město Ústí nad Labem se společně s Klubem českých turistů zasadilo o opravu vyhlídky a v květnu 2014 byla obnovená vyhlídka otevřena. Provedeny byly nátěry kovových konstrukcí, instalována byla dřevoplastová podlaha a rozhledové mapy v nové podobě.

## Geologie
Vrch s nesouměrným vrcholovým hřbetem je tvořený bazanitem a vulkanickými bahnotoky. Na úbočích jsou výrazné mrazové sruby a projevy mohutných sesuvů.

## Přístup
Vrchol je přístupný po červené odbočce ze zeleně značené turistické trasy z osady Nová Ves u městské části Střekov do Malečova.

## Galerie

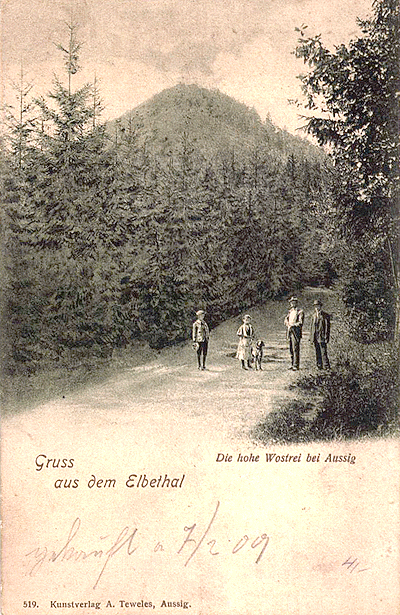
Pohlednice z roku 1900
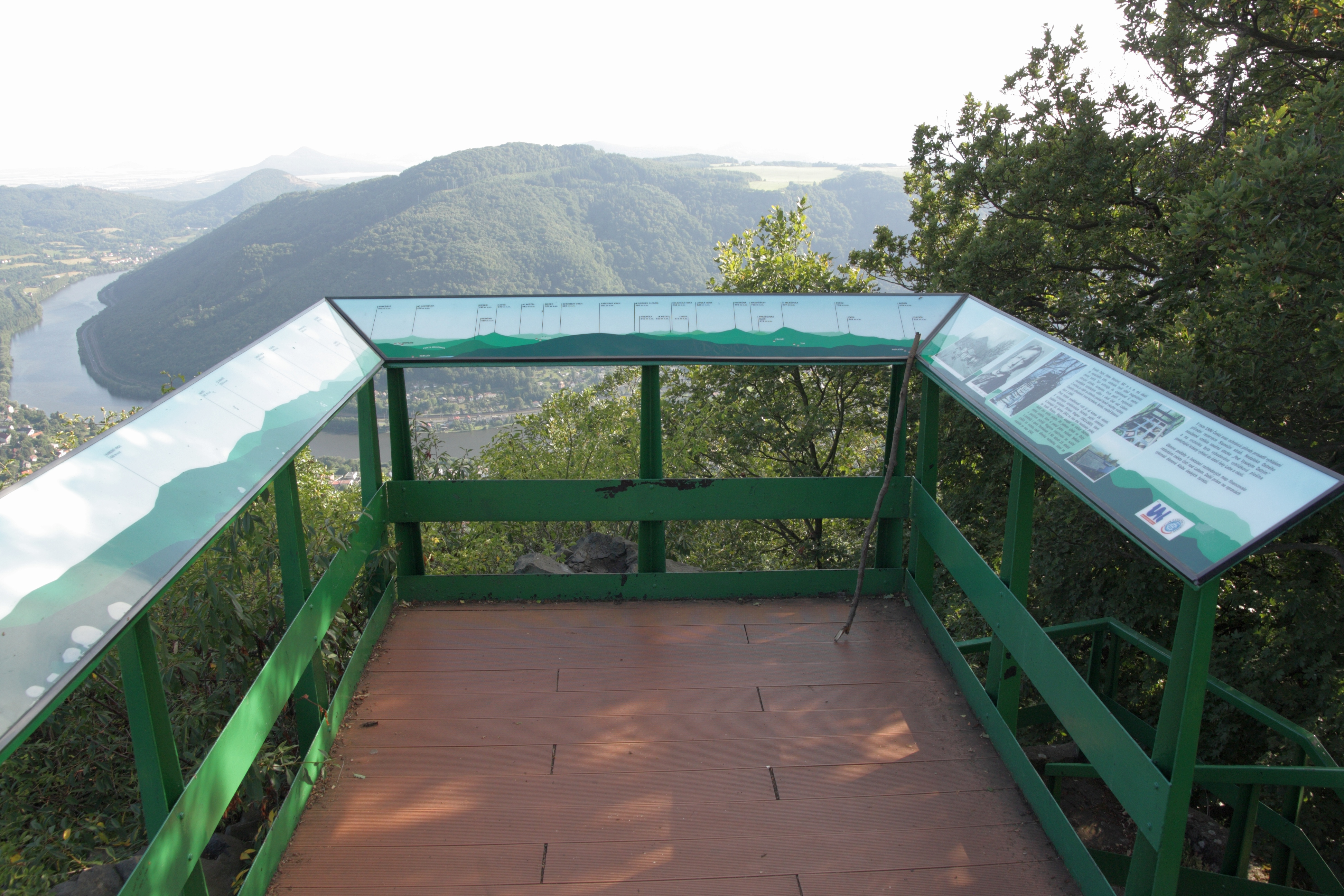
Vyhlídková plošina na vrcholu
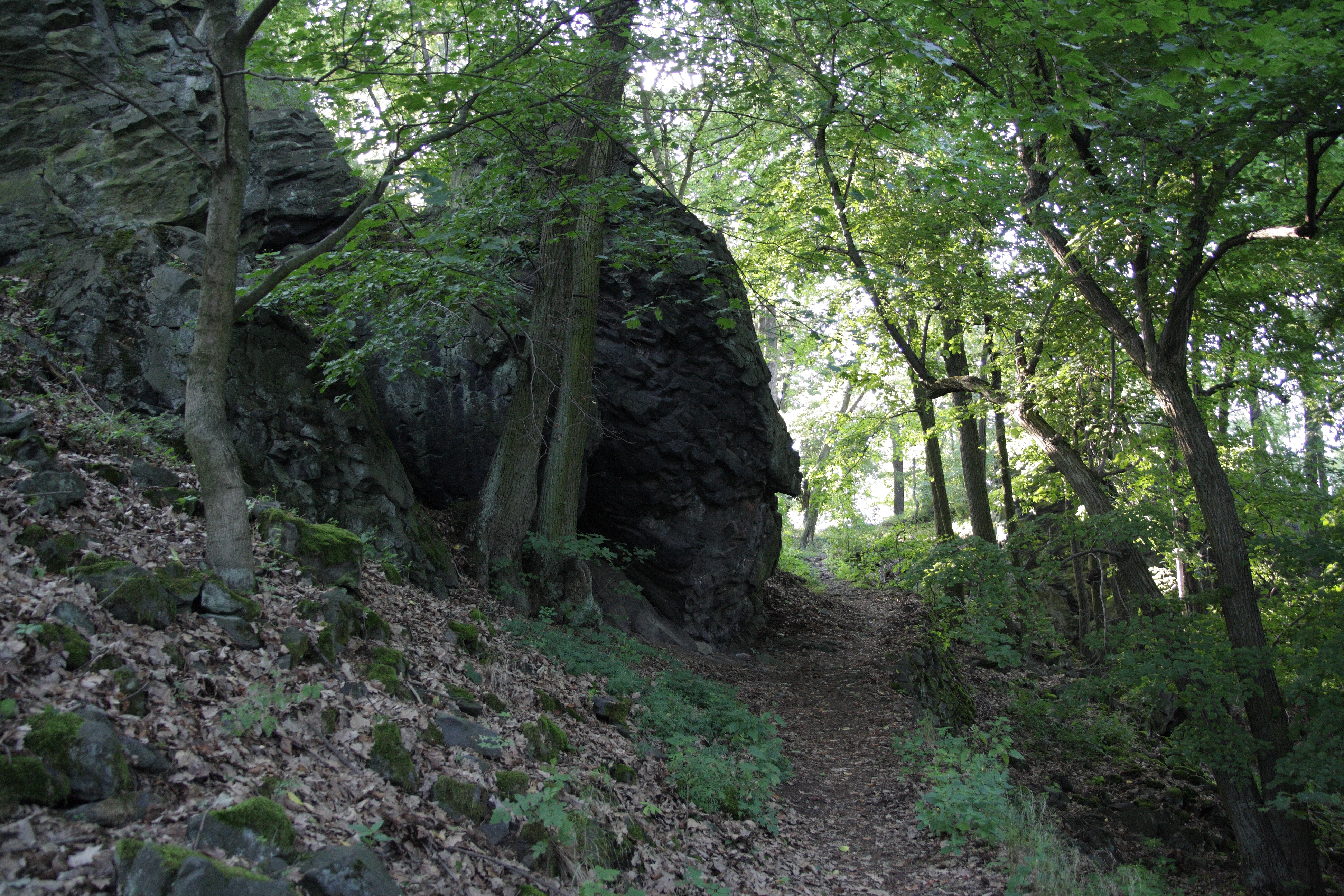
Cesta k vrcholu
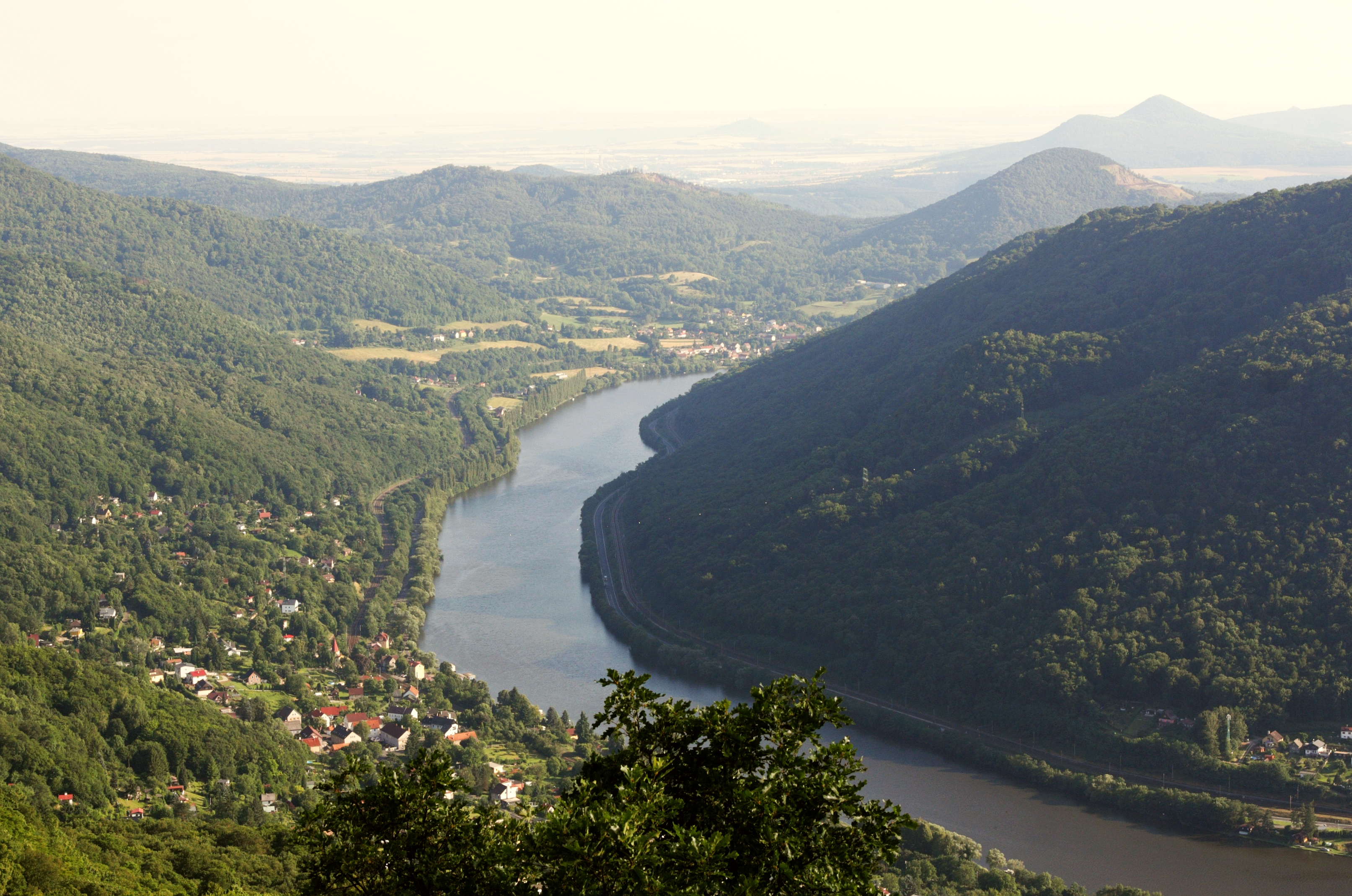
Pohled z vrcholu na Portu Bohemicu
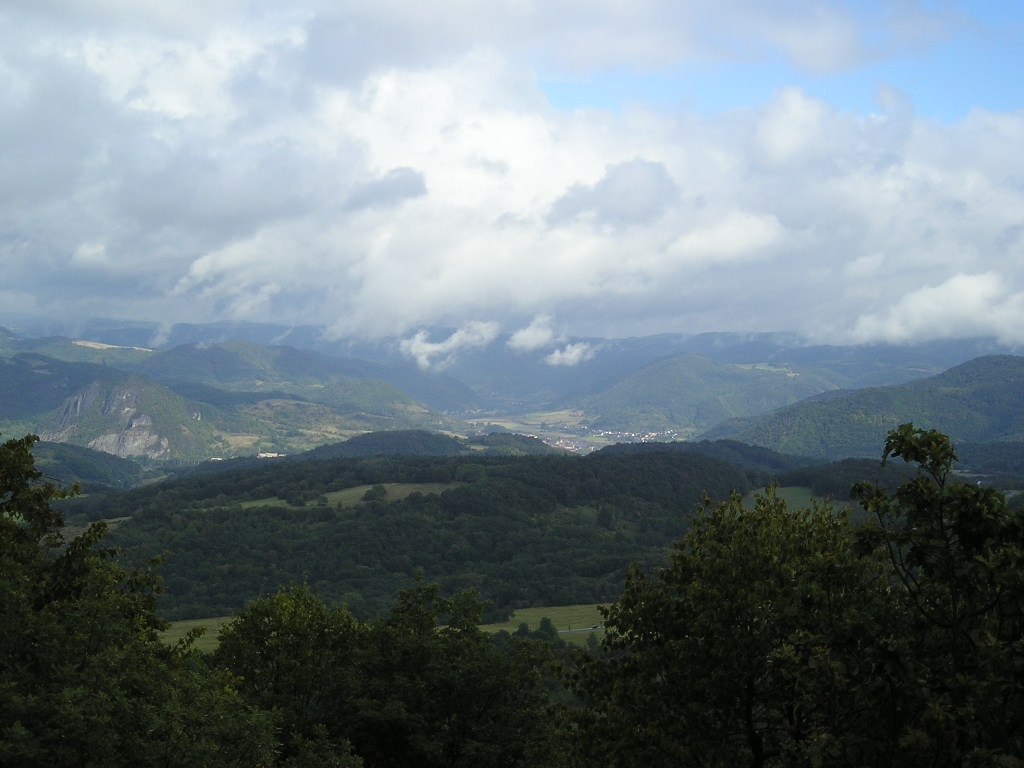
Pohled z vrcholu na Velké Březno
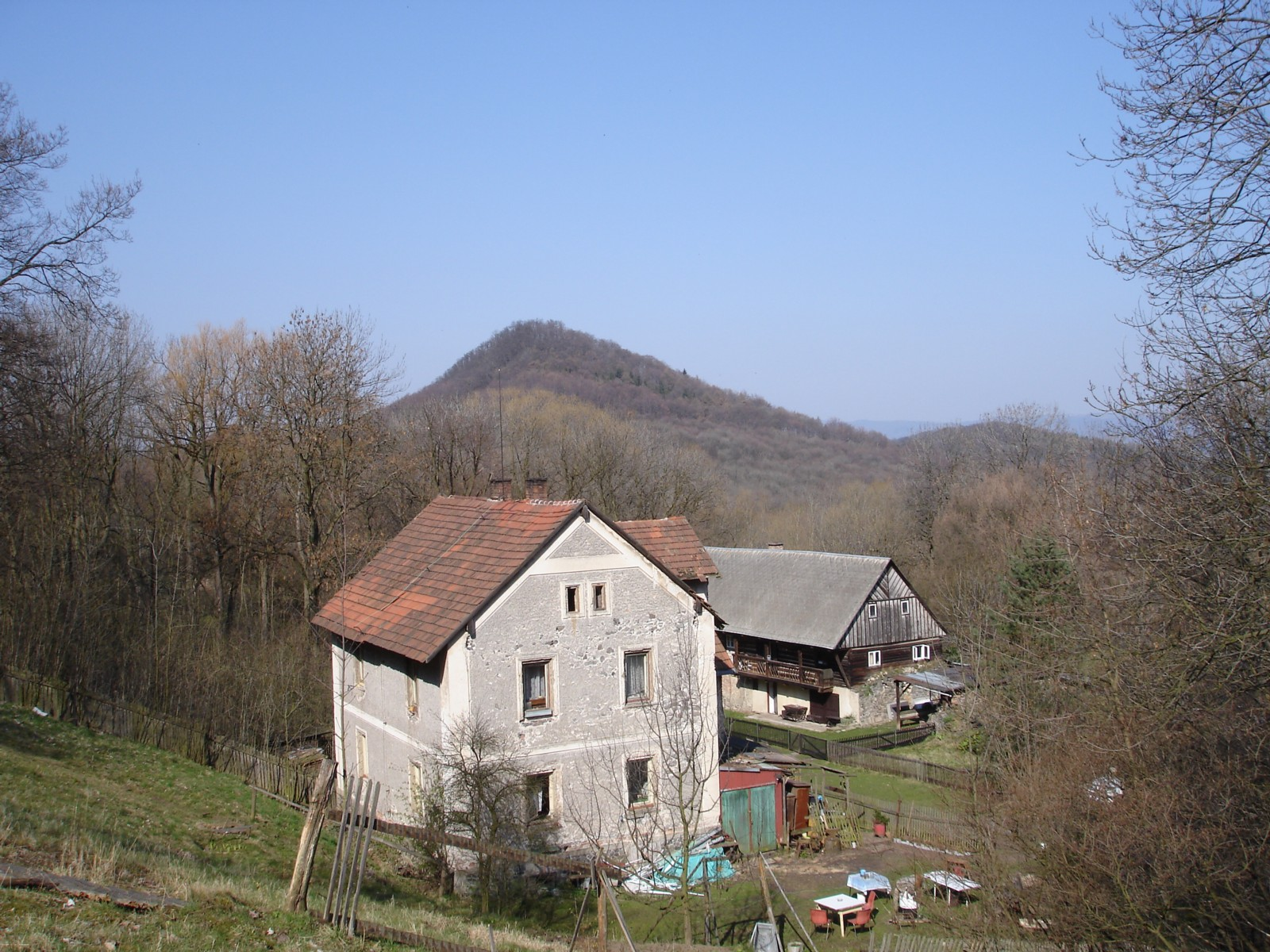
Vysoký Ostrý (pohled od jihovýchodu přes Sedlo)